# Peter Utzig
Peter Utzig (* 25. August 1944 in Deutschland; † 23. Juli 2015) war ein deutscher Fußballspieler. Der Offensivspieler absolvierte bei Borussia Neunkirchen in der Saison 1965/66 in der Fußball-Bundesliga zehn Ligaspiele.

## Karriere
Utzig spielte schon in der Jugend bei Borussia Neunkirchen und wurde von Trainer Horst Buhtz erstmals im Seniorenbereich in der Saison 1963/64 zum Einsatz gebracht. Zwei Spiele absolvierte Utzig in der zweitklassigen Fußball-Regionalliga Südwest in der Saison 1963/64. Das Talent aus den eigenen Reihen debütierte am 22. März 1964 bei einem 2:0-Auswärtserfolg bei den Sportfreunden Saarbrücken – mit dem jungen Mittelstürmer Hannes Löhr – in der Ligaelf der Borussia. Er bildete auf Halblinks mit Linksaußen Günter Kuntz im damaligen WM-System den linken Flügel des späteren Südwestmeisters. Einen Spieltag danach, am 28. März, folgte sein zweiter Einsatz bei einem 5:0-Auswärtserfolg beim ASV Landau. Mit Elmar May, Karl Ringel, Heinz Simmet und Kuntz bildete er auf Halblinks den Angriff der Schwarz-Weißen. Die Borussen setzten sich überraschend in der Bundesligaaufstiegsrunde durch und stiegen in die Bundesliga auf. In der Aufstiegsrunde hatte Trainer Buhtz aber auf Utzig verzichtet, dies traf dann auch in der folgenden Bundesligarunde 1964/65 zu. Erst im zweiten Bundesligajahr, 1965/66, schlug die Stunde für den jungen Offensivakteur: Ab dem 22. Spieltag absolvierte er noch zehn Spiele für die Borussia in der Bundesliga.
Neben Leistungsträgern wie Werner Görts, Günter Heiden, Günter Kuntz, Dieter Schock, Günter Schröder und Heinz Simmet lief er in den Spielen gegen den 1. FC Nürnberg (1:3), Hannover 96 (1:0), 1. FC Kaiserslautern (0:0), VfB Stuttgart (1:2), MSV Duisburg (0:1), 1. FC Köln (2:1), Werder Bremen (2:5), 1860 München (1:9), Eintracht Braunschweig (1:0) und Tasmannia 1900 Berlin (1:2) auf, konnte aber mit seinen Mannschaftskameraden mit 24:44 Punkten nicht den Abstieg in die Regionalliga Südwest verhindern. Gegen die Münchner „Löwen“ erlebte er am 16. April 1966 ein Debakel: Mit 9:1 Toren setzte sich das Team von Trainer Max Merkel im Ellenfeldstadion gegen eine abwehrschwache Borussia durch. In der Bundesliga Chronik 1965/66 ist dazu notiert: „Toller Münchner Innensturm. Die Note eins für das komplette Münchner Innentrio Peter Grosser, Timo Konietzka und Hans Küppers – schon das macht deutlich, wo der größte Unterschied zwischen beiden Mannschaften lag“. Auch in seinem letzten Bundesligaspiel, am 21. Mai 1966, beim Auswärtsspiel gegen den abgeschlagenen Tabellenletzten Tasmania 1900 Berlin, überwog das negative Erlebnis. Mit 2:1 setzte sich Tasmania mit Treffern von Lothar Zeh und Wolfgang Neumann durch und konnte somit den zweiten Saisonerfolg feiern, das vor 2.000 Zuschauern. Der 1. Saisonerfolg von Tas datierte vom Rundenstarttag gegen den Karlsruher SC vom 14. August 1965, als Angreifer Wulf-Ingo Usbeck vor 81.000 Zuschauern zwei Tore erzielen konnte.
Utzig ging mit den Borussen in die Regionalliga Südwest mit, konnte sich aber durch die Qualität der Neuzugänge wie Peter Czernotzky, Wolfgang Gayer, Erich Hermesdorf, Ludwig Lang und Hans Linsenmaier unter dem neuen Trainer Željko Čajkovski auch in der Zweitklassigkeit keinen Stammplatz sichern. Lediglich bei den zwei Heimerfolgen gegen den VfR Frankenthal am 19. September 1966 (3:0, ein Tor von Utzig) und gegen Südwest Ludwigshafen am 24. April 1967 (2:0) kam er zum Einsatz. Zur Saison 1967/68 schloss er sich dem Regionalligaaufsteiger SC Friedrichsthal an, wo er vor allem auf vermehrte Einsätze hoffte.
Dies traf dann auch unter dem Ex-Neunkirchner Dieter Harig als Trainer zu, aber mit 21:39 Punkten glückte der Klassenerhalt nicht. Utzig war in der Saison 1967/68 in 26 Regionalligaspielen an der Seite von Gerd Flick und Walter Spohr aufgelaufen und hatte sechs Tore erzielt. Im zweiten Jahr in Friedrichsthal, 1968/69, feierte er die Meisterschaft in der 1. Amateurliga Saarland und nach der Aufstiegsrunde gegen den ASV Landau und den SSV Mülheim die umgehende Rückkehr in die Regionalliga Südwest. Im zweiten Regionalligajahr mit Friedrichsthal, 1969/70, standen zwei Spiele gegen seinen Heimatverein Borussia Neunkirchen auf dem Rundenplan: In der Hinrunde wurde das Spiel in Neunkirchen mit 0:1 verloren, in der Rückrunde knüpfte man dem ehemaligen Bundesligisten am 1. Februar 1970 ein 3:3-Heimremis ab. Mit einer 3:5-Auswärtsniederlage am 16. Mai 1970 beendeten Utzig und seine Mannschaftskollegen bei Saar 05 Saarbrücken auf dem 16. Rang stehend, die Regionalligasaison und stiegen wieder in die Amateurliga Saarland ab. Der Mittelfeldspieler hatte in 27 Ligaeinsätzen sechs Tore für den Absteiger erzielt.
Insgesamt wird Utzig von 1963 bis 1970 mit zehn Bundesliga- und 57 Regionalligaspielen (13 Tore) geführt.